# Panoramabild
Panoramabilder („Panorama“, Allsicht von altgriechisch pan, all, ganz, und horama, Sicht, im Plural: „Panoramen“) zeichnen sich durch die Abdeckung eines großen Betrachtungswinkels aus. Ein Panoramabild, das 360 Grad abdeckt, wird auch als Rundbild bezeichnet. Panoramen werden oft für die Abbildung von Architektur und Landschaften herangezogen. Für die Erstellung von Panoramabildern entstanden im Laufe der Zeit verschiedene Verfahren, zum Beispiel Rundgemälde, Panoramafotografie und Digitalfotografie mit anschließendem Zusammenfügen mehrerer Bilder am Computer („Stitching“) und virtuell erzeugte Bilder.

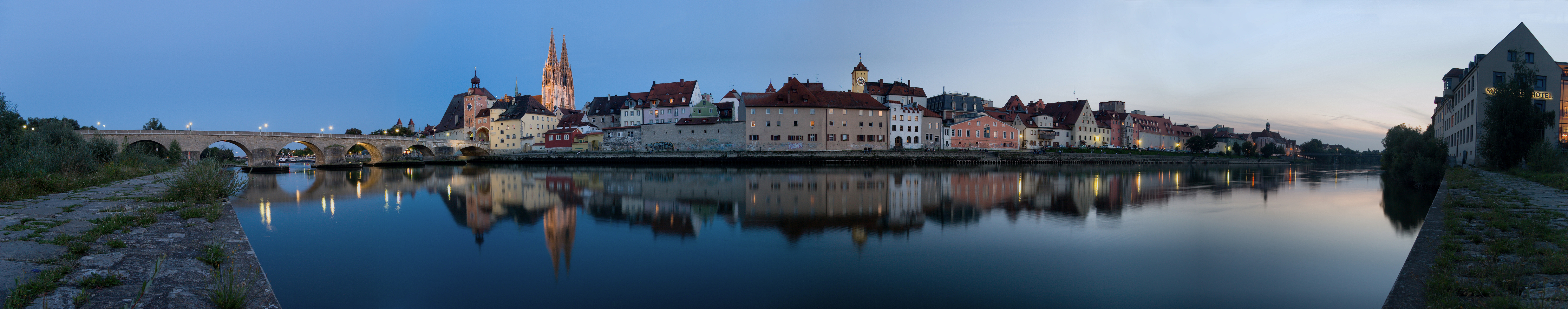
Uferpanorama Regensburg

## Rundgemälde
Die Technik des Rundbilds, eine Sonderform der dreidimensionalen Trompe-l’œil-Malerei, wurde durch den Iren Robert Barker (1739–1806) erfunden und im Jahr 1787 patentiert. Im 19. Jahrhundert waren Rundbilder populär und entwickelten sich zu einem frühen Massenmedium. Die Rundbilder waren meist bis 15 m hoch, und der Umfang überstieg oft die 100-Meter-Marke. Um 1830 wurden die Bilder mit einem dreidimensionalen Vordergrund, Figuren und Requisiten versehen. Damit wurde die Illusion für den Betrachter, Teil der Szene zu sein, verstärkt (siehe auch Illusionsmalerei). Die Bilder wurden nicht selten in dafür geschaffenen Museen untergebracht und von Stadt zu Stadt weitergereicht. Panoramen waren Wandermedien, die durch eine organisierte Unterhaltungsindustrie kommerziell genutzt wurden. In manchen Fällen wurden sie in eigens errichteten ortsfesten Gebäuden untergebracht. Zu den noch existierenden Panoramen dieser Art zählen beispielsweise das Bauernkriegspanorama in Bad Frankenhausen, das Bourbaki-Panorama in Luzern und das Jerusalem-Panorama Kreuzigung Christi in Altötting.
Seit den 1970er Jahren erlebt die Kunst- und Medienform Panorama einen neuen Boom. Weltweit entstehen in schneller Folge neue Panoramen. Teils wird dazu die klassische Technik der Malerei auf Leinwand angewandt, teils werden neue Verfahren genutzt, indem Bilder am Computer zusammengefügt werden („Stitching“) und auf große Stoffbahnen gedruckt werden. Solche Rundgemälde von Yadegar Asisi sind im Panometer Leipzig und im Panometer Dresden präsentiert.

## Konventionelle Fotografie
Die Rundgemälde verloren während des technischen und gesellschaftlichen Fortschritts an Bedeutung; Konkurrenten waren zum Beispiel stereografische Bilder. Die Panoramatechnik wurde in der konventionellen Fotografie durch spezielle Panoramafotoapparate und Panoramaroboter ermöglicht. Spezielle Ausrüstung für die Herstellung von bewegten Panoramaaufnahmen wurde ebenfalls entwickelt. Während die Panoramafotografie trotz der teuren Ausrüstung oft genutzt wurde, fristete der bewegte Panoramafilm ein Nischendasein. Fast ausschließlich Museen nutzten diese Technik. Beispielsweise zeigte das Verkehrshaus in Luzern bewegte Bilder der Schweiz auf einer großen, 360 Grad umfassenden Leinwand.

## Digitalfotografie
Die technisch aufwendigen und teuren Panoramafotoapparate wurden seit dem Jahr 2000 zunehmend von der digitalen Fotografie verdrängt. Die Herstellung von Einzelbildern und die nachträgliche Montage in ein Panorama ist kostengünstig und kann inzwischen mit entsprechender Bildbearbeitungssoftware vorgenommen werden. Damit lassen sich beispielsweise mehrere Einzelbilder einer weiträumigen Landschaft in ein Panoramabild umwandeln.
Um Panoramen mit hoher Auflösung (Gigapixelfotografie) zu erzeugen, werden sog. Panoramaroboter verwendet, die eine Kamera mit gewöhnlichem Kameraobjektiv automatisch polar positionieren und auslösen.
Panoramabilder können aber auch mit speziellen Objektiven (Fischaugenobjektiv) oder sphärischen Spiegeln aufgenommen und anschließend mittels Software-Algorithmus entzerrt werden. Diese Verfahren umgehen das Zusammenfügen von Einzelbildern.
Eine andere Möglichkeit für die Erstellung von Panoramabildern mit gewöhnlichen Kameraobjektiven stellte 2009 der japanische Kamerahersteller Sony vor: „Sweep Panorama“. Kameras mit diesem Feature werden freihändig bei gedrückt gehaltenem Auslöseknopf geschwenkt, wobei automatisch in passenden Winkelabständen Einzelbilder aufgenommen werden. In der Kamera erfolgt prompt das Zusammenfügen zu einem Panoramabild. Bei Aufnahmeformat gleich Querformat entstehen Panoramen, die einen Winkel von maximal (typisch) 224 Grad abdecken. Bei Hochformat-Orientierung der Kamera und ebenfalls horizontalem Schwenk werden Panos mit größerem Vertikalwinkel und kleinerem Horizontalwinkel erzielt.

### Stitching

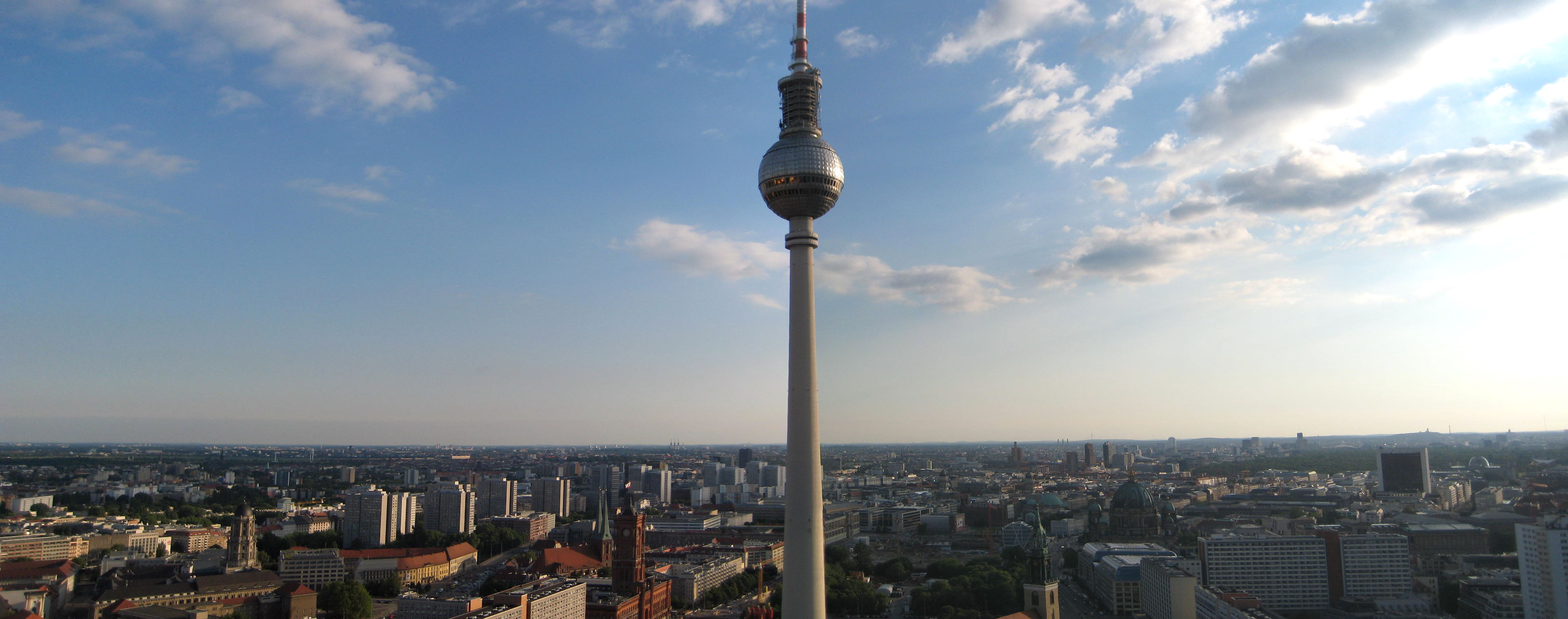
Panoramaaufnahme von Berlin. Zu sehen sind Rotes Rathaus, Fernsehturm (am „Alex“), Berliner Dom, Tiergarten und Reichstag

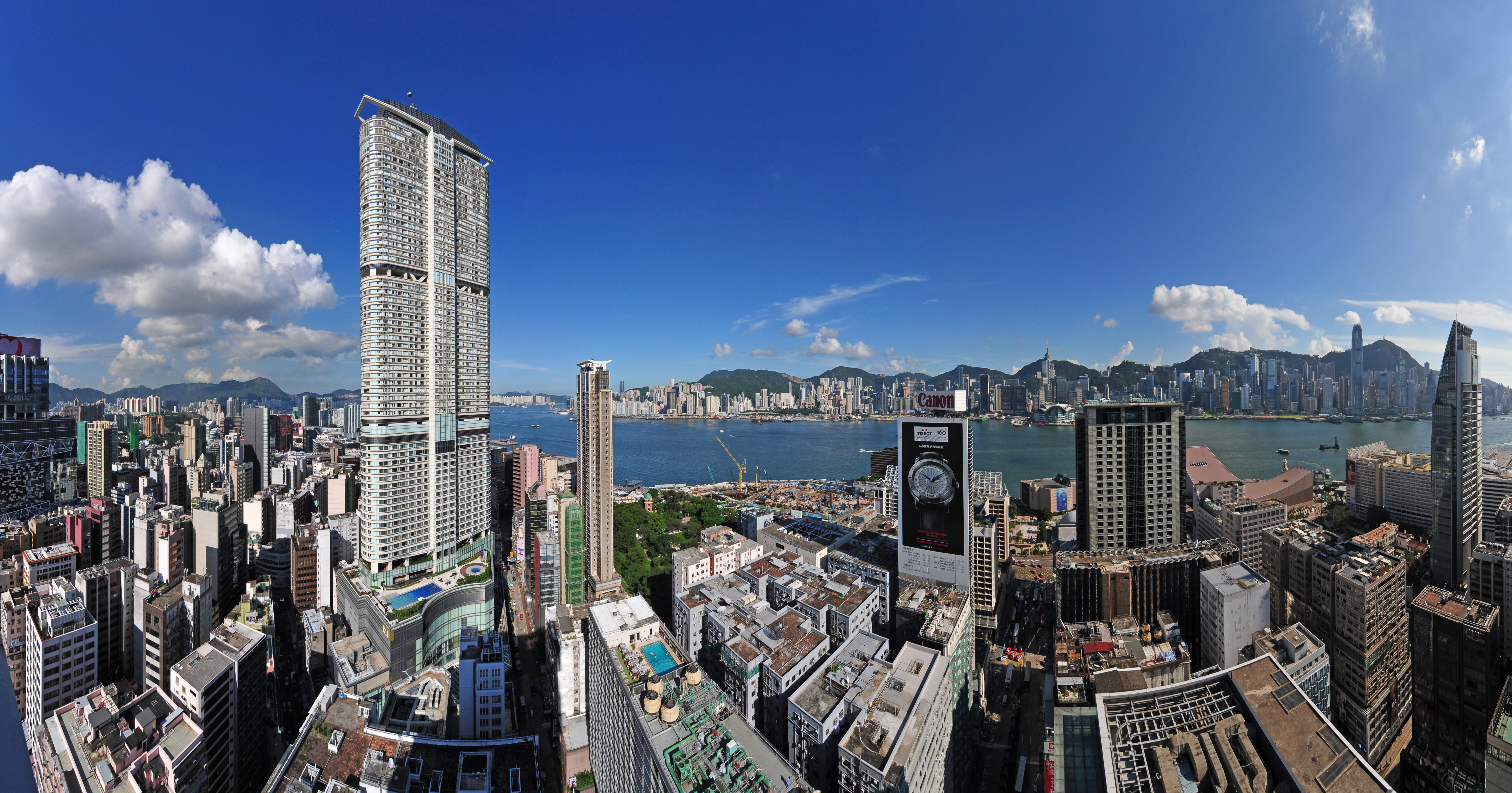
Aus 15 Einzelbildern (hochkant 11 mm) zusammengesetztes Bild mit ca. 270° Blickwinkel

Eine auch im Hobbybereich praktikable Variante ist es, mehrere Einzelbilder zu erstellen und dabei die Fotokamera jeweils zwischen diesen ein Stück weiter zu schwenken. Diese Teilbilder können dann in einer als Stitching bezeichneten Technik zu einem großen Panorama zusammengesetzt werden. Zu diesem Zweck werden sogenannte Panoramaroboter (auch VR-Köpfe genannt) angeboten, die durch die Einhaltung fester Winkelschritte (horizontal und vertikal) und die exakte Kameraführung das spätere Stitchen erleichtern. Diese Schwenk-Neige-Köpfe gibt es für den Hobby-Fotografen in manuell betätigter Ausführung, für höhere Produktivität und Präzision auch automatisch und motorgetrieben.
Moderne Software, oft bereits in die Kameras integriert, kann die Versetzungen auch bei Freihandaufnahmen mit Einschränkungen selbst korrigieren. Objektive, die ohne tonnenförmige Verzeichnungen aufnehmen, erleichtern die Panoramaerstellung erheblich.

### Zusammenfügen der Bilder und Erzeugen des sphärischen Bildes
Nachdem die Bilder mit einer Stitching-Software bearbeitet wurden und eventuell Bildbearbeitungen vorgenommen wurden, hat man ein vollständiges, aber verzerrt wirkendes Bild. Für die Darstellung eines Bildausschnitts muss es später mit Hilfe geeigneter Software entzerrt werden.

## Medizin

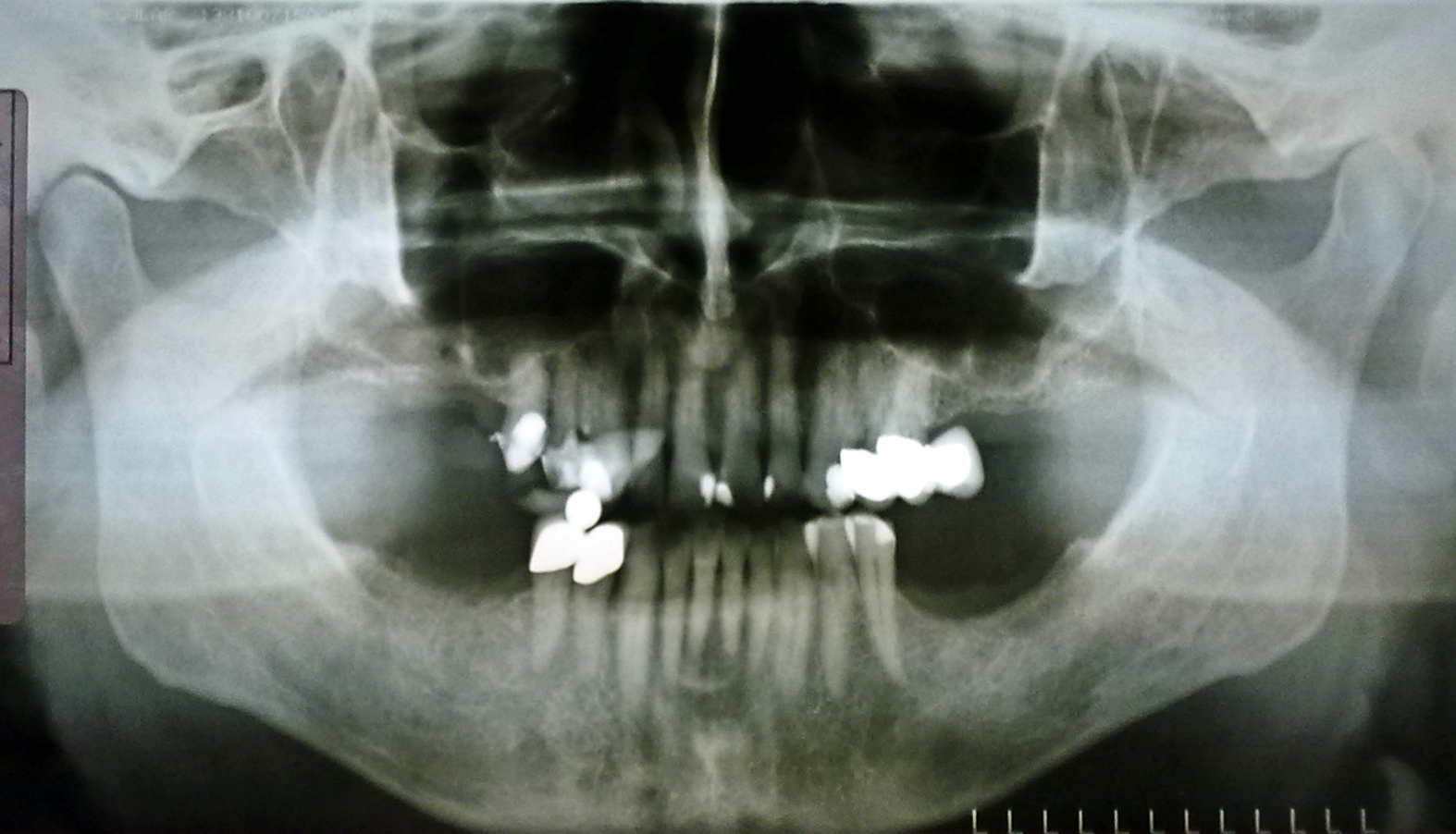
Medizinische Panoramaaufnahme

Als Panoramaaufnahmen oder Orthopantomogramme werden auch „Panoramaröntgenbilder“ in der zahnärztlichen Praxis bezeichnet. Hierbei wird ein Komplettröntgenbild des gesamten Ober- und Unterkieferbereiches einschließlich der Kiefergelenke und der Nebenhöhlen erstellt.

## Fernsehen
Bei Breitbildfernsehern gibt es eine „Panoramafunktion“, mit der Fernsehbilder nichtlinear vom 4:3-Format ins 16:9-Format verzerrt werden. Im Zentrum bleiben die Größenverhältnisse erhalten, während am linken und rechten Bildrand eine stärkere Verzerrung stattfindet. Die Panorama-Funktion beseitigt die schwarzen Streifen am linken und rechten Bildrand und beeinträchtigt dabei die Bildqualität gegenüber dem Originalbild nicht so stark wie eine einfache Streckung des Bildes. 

## Visualisierung

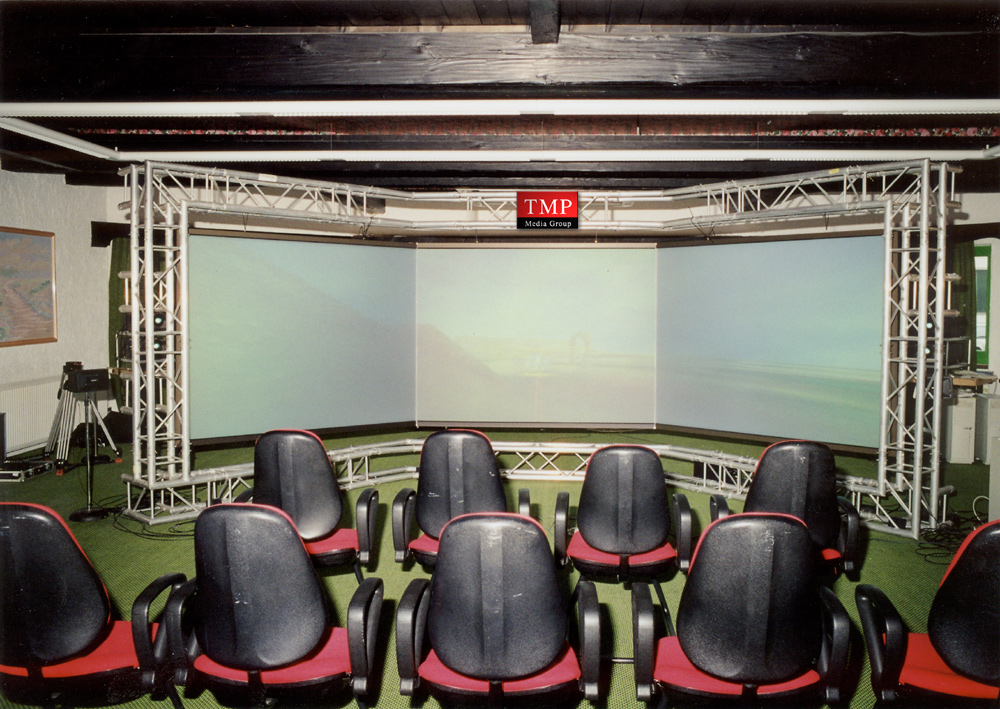
Eine Stereoskopische Panoramaprojektion

Panoramabilder können eindrucksvoll auf dafür vorgesehene Panoramaleinwände oder Panoramascheibensysteme projiziert werden. Eine optimale Darstellung des Panoramaeffekts entsteht durch eine gekrümmte Projektionsfläche und mehrere mit „Edgeblending“ ausgerüstete Projektoren.
Innerhalb einer Webseite wird mit Java-Applets wie dem PT-Viewer, Panorado und ImmerVision oder Plug-Ins wie dem QuickTime Player ein Ausschnitt des Panoramabildes so dargestellt, dass ein 3D-Effekt entsteht und man mit dem Maus-Cursor in alle Richtungen schwenken bzw. zoomen kann.
Programme wie der Panorado-Viewer oder der QuickTime Player bieten eine ähnliche Interaktion für Panoramabilder wie auf Webseiten, sind aber schneller und haben einen größeren Funktionsumfang. Der FSPViewer zeigt ein 360°-Panoramabild als Endlosbild an, das sich beliebig weit nach links oder rechts drehen lässt.